# Świerże Górne (gmina)
Świerże Górne – dawna gmina wiejska istniejąca do 1954 roku w woj. kieleckim. Siedzibą władz gminy były Świerże Górne. 
Za Królestwa Polskiego gmina Świerże Górne należała do powiatu kozienickiego w guberni radomskiej. 1 stycznia?/13 stycznia 1870 do gminy przyłączono zniesione miasto Ryczywół.
W okresie międzywojennym gmina Świerże Górne należała do powiatu kozienickiego w woj. kieleckim. W 1939 z gminy wyłączono gromady: Antoniówka, Pasternik i Kraski, włączając je do gminy Maciejowice w powiecie garwolińskim województwa warszawskiego. Zmiany miały wejść w życie 1 października 1939. 
Po wojnie gmina zachowała przynależność administracyjną. 1 lipca 1952 roku gmina składała się z 15 gromad: Antoniówka, Chinów, Holendry Piotrkowskie, Kraski, Kuźmy, Łuczynów, Nowa Wieś, Opatkowice, Pasternik, Piotrkowice, Ryczywół, Selwanówka, Świerże Górne, Wilczkowice i Wola Chodkowska.
Jednostka została zniesiona 29 września 1954 roku wraz z reformą wprowadzającą gromady w miejsce gmin. Po reaktywowaniu gmin 1 stycznia 1973 roku gminy Świerże Górne nie przywrócono, a jej dawny obszar wszedł głównie w skład gminy Kozienice w tymże powiecie i województwie.